# A Blonde for a Night

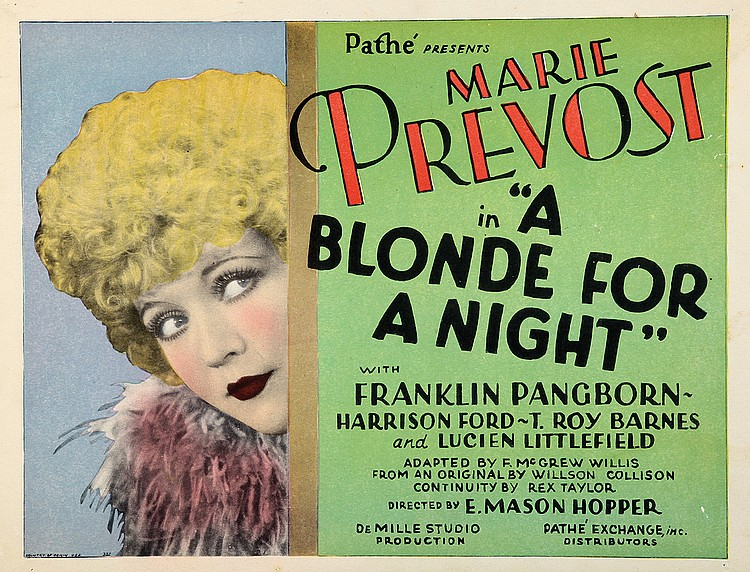

A Blonde for a Night è un film del 1928, diretto da E. Mason Hopper e F. McGrew Willis .

## Trama
Sembrerebbe non sia sufficiente indossare una parrucca per rendersi irriconoscibile anche ai propri cari: ma proprio questo è ciò che è successo – come ad altri, prima e dopo di lei – a Marcia, moglie di Bob Webster.
Lo stilista Hector aveva convinto l'amica ed ex-fidanzata Marcia a sfilare in abiti all'ultima moda e parrucca bionda: il marito, che assisteva alla sfilata, appunto, non l'aveva riconosciuta, e ne era rimasto colpito, anche perché l'affascinante modella, incontrata nel camerino, aveva da subito tentato di sedurlo.
Bob era un uomo sposato, però. Ma aveva da poco litigato con Marcia – e quadri delle suocere erano caduti, ed oggetti erano volati fuori dalla finestra – e la coppia, in viaggio a Parigi per festeggiare l'anniversario di matrimonio, ed alloggiata al prestigioso hotel Ritz, si era separata: Marcia aveva fatto sapere al marito di essersi recata a Berlino, e Bob, incitato dal suo vecchio amico George Mason – grande esperto di donne bionde, a suo dire -, aveva accondisceso a prendersi qualche svago e a presenziare alla sfilata.
Ma Marcia non era a Berlino. Era nella suite del Ritz adiacente a quella occupata da lei e Bob prima della separazione. L'aveva affittata Hector, invitandovi Marcia perché potesse vedere come si sarebbe comportato il marito in sua assenza.
E anche George era rimasto affascinato dalla bella della sfilata, e non aveva in lei riconosciuto Marcia. George e Bob quindi si alternano nella suite, si nascondono l'uno dall'altro, e tutti e due da Hector, che ogni tanto fa capolino nella camera. Bob e la modella bionda confessano l'uno all'altra di essere sposati, tuttavia la ragazza propone all'uomo di fuggire insieme. Bob tergiversa, non vuole tradire la moglie, che anzi vuole andare a ritrovare a Berlino.
Prima della sua partenza però Bob coglie Marcia senza parrucca, riconoscendola quindi come la propria moglie, e, dopo aver preso alcune precauzioni affinché la modella bionda – che continua a credere sia un'altra persona – non si presenti all'improvviso, si riunisce amorevolmente con lei.

## Produzione
La pellicola di A Blonde for a Night consta di 6 bobine, per una lunghezza complessiva di 5927 piedi (1807 metri).

## Distribuzione
Il film è uscito il 26 febbraio 1928 nelle sale cinematografiche statunitensi; è stato distribuito dalla Pathé Exchanges.
Un'edizione in DVD è apparsa nel 2010 per la Grapevine Video.